# Olympische Jugend-Sommerspiele 2014/Teilnehmer (Vanuatu)
| Gelbes Symbol für Goldmedaillen mit stilisierten Olympischen Ringen | Graues Symbol für Silbermedaillen mit stilisierten Olympischen Ringen | Braundes Symbol für Bronzemedaillen mit stilisierten Olympischen Ringen |
| ------------------------------------------------------------------- | --------------------------------------------------------------------- | ----------------------------------------------------------------------- |
| —                                                                   | —                                                                     | —                                                                       |

Die Jugend-Olympiamannschaft aus Vanuatu für die II. Olympischen Jugend-Sommerspiele vom 16. bis 28. August 2014 in Nanjing (Volksrepublik China) bestand aus 21 Athleten. Sie konnten keine Medaille gewinnen.

## Athleten nach Sportarten

### Beachvolleyball
Mädchen
- Floflo Daniel
- Loti Joe
Gruppenphase

### Fußball
Jungen
- 6. Platz
- Kader
Jules Bororoa
Johnny Iwai
William Kai
Waiwo Kalmet
Rufare Kalsal
Rene Kuse
Samuel Namatak
Benson Rarua
Leo Rau
Terrence Roberts
Lauren Saurei
Dick Seth
Zolostino Tanghwa
Brian Taut
Jelson Toara
Micah Tommy
Ronaldo Wilkins
Vira Womal

### Leichtathletik
Jungen
- Dicki Mael
400 m: DNS (Finale)